# Samsung Wave Y
Samsung GT-S5380 Wave Y — смартфон компании Samsung Electronics, работающий на мобильной платформе Bada 2.0.

## Платформа
Смартфон укомплектован платформой Bada версии 2.0. В ней появилось множество нововведений, среди которых расширенная многозадачность, запуск приложений в фоне, анимационные эффекты и поддержка следующих технологий: FlashLite4, HTML5, Web Access Control (WAC), Near-Field Communication (NFC), Push Notification, Text-To-Speech (TTS), Wi-Fi Direct, распознавание речи.

## Технические характеристики
Samsung Wave Y оснащен 3,2-дюймовым TFT дисплеем с TN матрицей. Смартфон работает на одноядерном процессоре 832 МГц. Модель процессора — Broadcom BCM2153 Thunderbird EDN31. Смартфон оснащён одноядерным 3d ускорителем Broadcom Video Core IV. Аппарат также располагает 280 Мб оперативной памяти. Смартфон оборудован 2-мегапиксельной камерой без вспышки, фронтальная камера отсутствует.

## Дизайн
В отличие от своего предшественника, Wave 525, Wave Y оснастили двумя сенсорными клавишами вызов и отбой, а также одной большой клавишей home. Аппарат собран из пластика. Задняя крышка замаскирована под металл.